# 弦楽四重奏曲第11番 (シューベルト)
弦楽四重奏曲第11番 ホ長調 作品125-2, D 353 は、フランツ・シューベルトが1816年に作曲した弦楽四重奏曲。

## 概要
本作は、かつては1817年に作曲されたものとされてきたが、近年の研究では1816年に作曲されたものと考えられている。おそらくは家庭での演奏を前提にしたものでなく、専門の四重奏団を念頭に置いて書かれている精緻さがうかがえ、「家庭用音楽」から脱却している。本作が完成した後、シューベルトは『第12番 ハ短調《四重奏断章》』（D 703）を1820年に作曲するまでこの分野からしばらく中断している。
初演は同年にプライベートな演奏会で行われたと考えられ、出版はシューベルトの没後の1840年になってから『第10番 変ホ長調』（作品125-1, D 87）と共に「作品125」として出版されている（ただし、第10番は『第8番 変ロ長調』（作品168, D 112）よりも前の1813年の作品であり、出版の際になんらかの不都合が起きたため、本作と合わせて出版され、これを旧シューベルト全集が踏襲した結果、「第10番」という誤った通し番号が振られた）。
また、自筆譜は所在不明だが、かつてはアントン・ディアベリが所有していた。

## 曲の構成
全4楽章、演奏時間は約23分。
- 第1楽章 アレグロ・コン・フォーコ
ホ長調、4分の4拍子、ソナタ形式。
再現部ではモーツァルトの『交響曲第40番 ト短調』と素材的に深いつながりを持っている。

- 第2楽章 アンダンテ
イ長調、4分の2拍子、変奏的書法を用いたロンドに近い形式を採る。
この楽章では各部分において調号を変えて転調が明示されている。

- 第3楽章 メヌエット：アレグロ・ヴィヴァーチェ - トリオ
ホ長調 - ハ長調、4分の3拍子、複合三部形式。

- 第4楽章 ロンド：アレグロ・ヴィヴァーチェ
ホ長調、4分の2拍子。
「ロンド」と表記されているが、実際は自由な形式による。

## 参考資料
- 『作曲家別名曲解説ライブラリー17 シューベルト』（音楽之友社）
- 『シューベルト:弦楽四重奏曲全集』（ウィーン弦楽四重奏団の演奏、カメラータ）